# Pokolj u Grmu
Pokolj u Grmu bio je ratni zločin koji su počinile bošnjačko-muslimanske snage nad Hrvatima tijekom agresije na prostore Hrvata Srednje Bosne. 18. travnja 1993. u hrvatskom selu Grmu kod Zenice ubili su 6 hrvatskih civila, pri čemu su trojicu staraca žive zapalili.